# Todirești (Iași)
Todirești è un comune della Romania di 4 888 abitanti, ubicato nel distretto di Iași, nella regione storica della Moldavia.
Il comune è formato dall'unione di 3 località: Băiceni, Stroești, Todirești.